# Caldelas (Guimarães)
Caldelas ist eine Gemeinde im Norden Portugals.

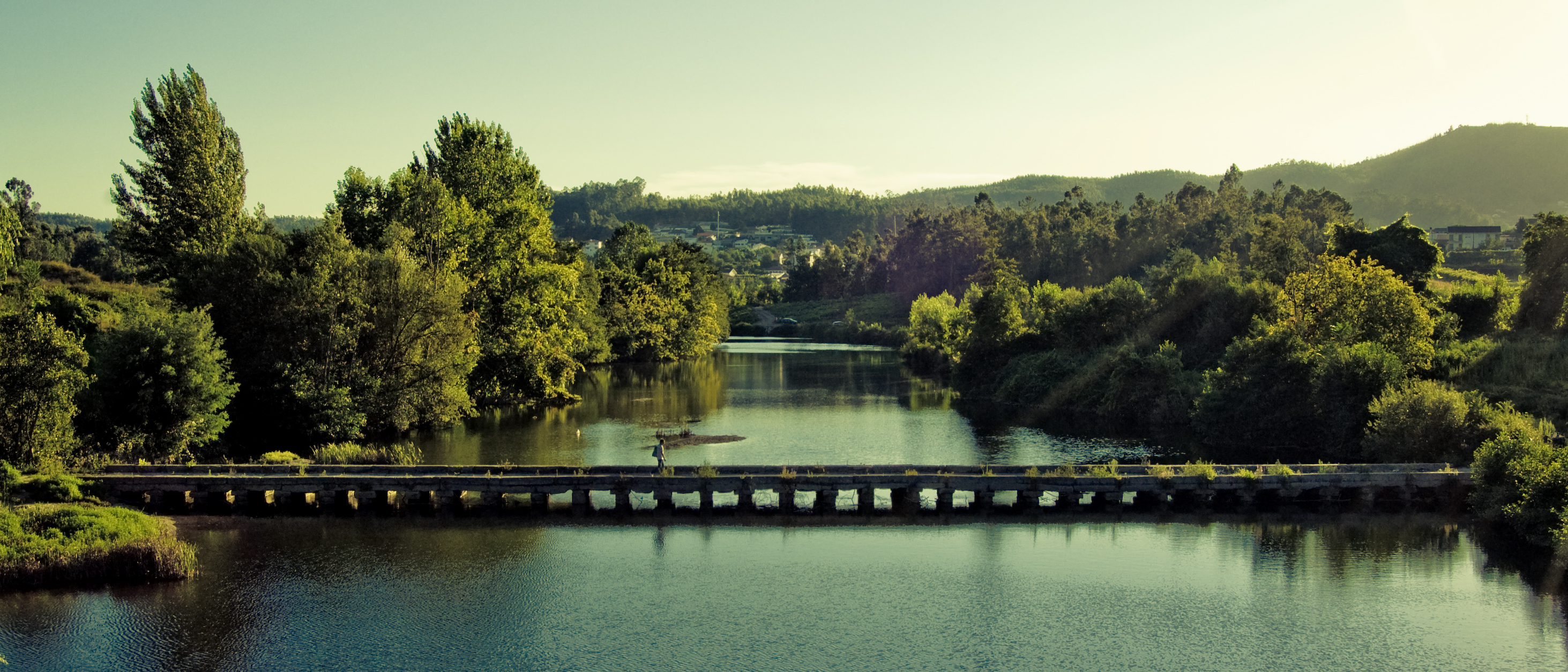
Ponte das Taipas zwischen Caldas das Taipas und Ponte über den Ave

Caldelas gehört zum Kreis Guimarães im Distrikt Braga, besitzt eine Fläche von 2,7 km² und hat 6304 Einwohner (Stand 19. April 2021) Der Ort, der die Gemeinde bildet, heißt Caldas das Taipas und wurde am 19. Juni 1940 zur Vila (dt.: Kleinstadt) erhoben.
Der Jesuitenpater João Felgueiras wurde 1921 hier geboren. Er lebt seit 1971 in der ehemaligen portugiesischen Kolonie Osttimor, wo er sich während der indonesischen Besatzung (1975–1999) für die lokale Bevölkerung einsetzte.